# Balboa (Monterroso)
Balboa (llamada oficialmente San Salvador de Valboa) es una parroquia española del municipio de Monterroso, en la provincia de Lugo, Galicia.

## Organización territorial
La parroquia está formada por nueve entidades de población, constando siete de ellas en el nomenclátor del Instituto Nacional de Estadística español:

### Entidades de población
Entidades de población que forman parte de la parroquia:
- A Carreira
- A Regueira
- A Seara
- Illoá
- Martín
- O Alto
- Piñeiro
- Vilance

### Despoblado
Despoblado que forma parte de la parroquia:
- O Campo

## Demografía
| Gráfica de evolución demográfica de Balboa entre 2000 y 2020 |
|                                                              |
| Datos según el nomenclátor publicado por el INE.             |